# Campeonato Africano de Atletismo de 2022 - Lançamento de disco feminino
A prova do lançamento de disco feminino do Campeonato Africano de Atletismo de 2022 foi disputada no dia 10 de junho, no Complexo Esportivo Nacional Cote d'Or, em Saint Pierre, na Maurícia.

## Recordes
Antes desta competição, os recordes mundiais e do campeonato nesta prova eram os seguintes:
|                       | Nome             | Nacionalidade     | Distância | Local          | Data                 |
| --------------------- | ---------------- | ----------------- | --------- | -------------- | -------------------- |
| Recorde mundial       | Gabriele Reinsch | Alemanha Oriental | 76m 80cm  | Neubrandenburg | 9 de julho de 1988   |
| Recorde do campeonato | Chinwe Okoro     | Nigéria           | 59m 79cm  | Marraquexe     | 12 de agosto de 2014 |
| Recorde africano      | Elizna Naudé     | África do Sul     | 64m 87cm  | Stellenbosch   | 2 de março de 2007   |

## Medalhistas
| Ouro                   | Prata                 | Bronze                |
| Chioma Onyekwere (NGR) | Nora Atim Monie (CMR) | Obiageri Amechi (NGR) |

## Cronograma
Todos os horários são locais (UTC+4). 
| Data        | Hora  | Evento |
| ----------- | ----- | ------ |
| 10 de junho | 15:35 | Final  |

## Resultado final
A final ocorreu dia 10 de junho às 15:35.
| Posição           | Atleta              | Nacionalidade | #1    | #2    | #3    | #4    | #5    | #6    | Resultado | Notas |
| ----------------- | ------------------- | ------------- | ----- | ----- | ----- | ----- | ----- | ----- | --------- | ----- |
| Medalha de ouro   | Chioma Onyekwere    | Nigéria       | x     | x     | 58.18 | x     | 58.19 | x     | 58.19     |       |
| Medalha de prata  | Nora Atim Monie     | Camarões      | 50.64 | 53.50 | 50.48 | 54.44 | 50.01 | 53.83 | 54.44     |       |
| Medalha de bronze | Obiageri Amechi     | Nigéria       | 53.10 | 51.38 | 47.93 | 54.15 | 49.93 | 46.98 | 54.15     |       |
| 4                 | Riette Heyns        | África do Sul | x     | 49.19 | 47.56 | 53.76 | 50.70 | 50.11 | 53.76     |       |
| 5                 | Princess Kara       | Nigéria       | 51.15 | 50.34 | x     | x     | x     | x     | 51.15     |       |
| 6                 | Rana Khaled Mahmoud | Egito         | x     | 46.61 | 46.12 | 47.26 | x     | 49.65 | 49.65     |       |
| 7                 | Rima Ahmed Abdallah | Egito         | 46.93 | 47.90 | 46.81 | 44.85 | 46.11 | 48.50 | 48.50     |       |
| 8                 | Chaima Chouikh      | Tunísia       | x     | 47.79 | x     | 39.99 | x     | 41.94 | 47.79     |       |
| 9                 | Zonica Lindeque     | África do Sul | 45.58 | 41.77 | 42.07 |       |       |       | 45.58     |       |
| 10                | Yolandi Stander     | África do Sul | x     | 45.43 | 43.45 |       |       |       | 45.43     |       |

Legenda
| Recorde mundial       | Recorde mundial (World record)               |                       | Recorde africano                      | Recorde africano (African) |                                           | Q | Classificado por posição (Qualified) |
| Recorde do campeonato | Recorde do campeonato (Championship record)  | Recorde da América    | Recorde da América (Americas)         | q                          | Classificado por melhor tempo (Qualified) |   |                                      |
| Melhor marca do ano   | Melhor marca do ano (World leading)          | Recorde asiático      | Recorde asiático (Asian)              | DNS                        | Não largou (Did not start)                |   |                                      |
| Recorde nacional      | Recorde nacional (National record)           | Recorde europeu       | Recorde europeu (European)            | DNF                        | Não terminou (Did not finish)             |   |                                      |
| Recorde pessoal       | Recorde pessoal do atleta (Personal best)    | Recorde da Oceania    | Recorde da Oceania (Oceania)          | DSQ / DQ                   | Desclassificado (Disqualified)            |   |                                      |
| Recorde da temporada  | Recorde da temporada do atleta (Season best) | Recorde sul-americano | Recorde sul-americano (South America) | NM                         | Sem marca (No mark)                       |   |                                      |